# John Morton (politik)
John Morton (1725 – 1. dubna 1777, Pensylvánie) byl americký politik státu Pensylvánie. Jako delegát se zúčastnil kontinentálního kongresu a byl signatářem Deklarace nezávislosti.

## Životopis
John Morton se narodil v Ridley Township, v Chester County, dnešní Delaware County v roce 1725, přesný měsíc není znám. Jeho otec, John Morton senior pocházel z Finska, z oblasti, která se poté stala částí Švédska. Malý John se svým pradědem Martti Marttinenem nebo Månsem Mårtenssonem (jméno se ve švédských vojenských záznamech komolilo, později, v angličtině, byl jmenován Morton) rodákem z Rautalampi ve Finsku, dorazil do švédské kolonie v Americe, do Nového Švédska, v roce 1654. Jeho matka, Mary Archer, byla také finského původu.
Morton byl jediný syn svého otce, který zemřel v roce 1724, tedy před tím, než se narodil John. Když bylo Johnu Mortonovi asi sedm let, jeho matka se provdala za Johna Sketchleye, zemědělce anglického původu, který chlapce vzdělával. Kolem roku 1748 se Morton oženil s Ann Justisovou, vnučkou finských kolonistů, kteří přišli do Nového Švédska. Pár měl osm dětí. Morton byl aktivním členem anglikánské církve v okrese Chester.

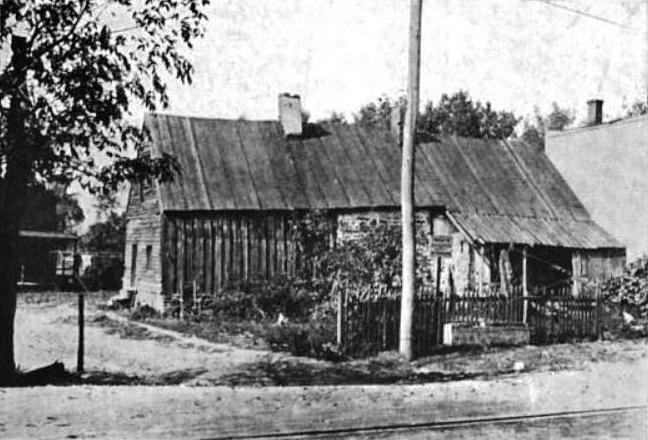
Rodný dům Johna Mortona

## Politická kariéra
John Morton byl farmář, zeměměřič a právník z provincie Pensylvánie a byl jedním z Otců zakladatelů Spojených států. Jako delegát kontinentálního kongresu během americké revoluce byl signatářem "Continental Association" (kontinentální asociace) a Deklarace nezávislosti Spojených států. Mortonův hlas umožnil Pensylvánii hlasovat pro podpis Deklarace nezávislosti Spojených států. Morton předsedal výboru, který psal první články ústavy "Articles of Confederation". V roce 1756 byl Morton zvolen do zemského sněmu (Pennsylvania Provincial Assembly) v Pensylvánii. Následující rok byl také jmenován smírčím soudcem, úřad zastával až do roku 1764. V roce 1765 působil jako delegát na zasedání řešení tzv. "Stamp Act Congress" (Kolkový zákon, 1765). Pracoval jako šerif okresu Chester. V roce 1769 se vrátil do úřadu Pennsylvania Provincial Assembly a v roce 1775 byl zvolen jeho mluvčím. V té době také jeho kariéra soudce dosáhla vrcholu jeho jmenováním přísedícího soudu "Supreme Court of Pennsylvania" (Nejvyššího soudu v Pensylvánii) v roce 1774.

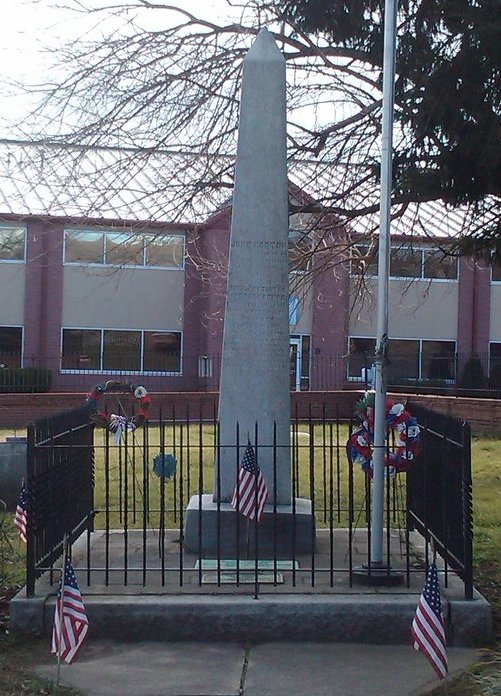
Hrob Johna Mortona, Old St. Paul's Church, Burial Ground, Chester, Pensylvánie

Morton byl členem delegace na "First Continental Congress", prvního kontinentálního kongresu v roce 1774 a také delegace na "Second Continental Congress", druhého kontinentálního kongresu v roce 1775. Jeho hlas pomohl posunout Pensylvánii k podpisu deklarace. Když v červnu 1776 Kongres zahájil debatu o podpisu deklarace o nezávislosti, delegace z Pensylvánie byla rozdělena. Pro podpis byli Benjamin Franklin a James Wilson (1742–1798). Proti podpisu byli John Dickinson a Robert Morris (1734–1806). Morton se zúčastnil Kongresu až po 1. červenci. Souhlasil s Franklinem a Wilsonem. Když se 2. července konalo závěrečné hlasování, Dickinson a Morris se zdrželi hlasování, což umožnilo Johnu Mortonovi svým hlasem podpořit podpis Deklarace nezávislosti za delegaci Pensylvánie. Morton podepsal dokument spolu s většinou ostatních delegátů 2. srpna. Morton byl předsedou výboru, který tvořil články zákonů Konfederace. Bohužel zemřel, pravděpodobně na tuberkulózu, před ratifikací dokumentu. Byl prvním signatářem Deklarace nezávislosti, který zemřel, a byl pohřben v na starém hřbitově kostela St. Paul's Church (také známém jako starý švédský hřbitov) Chester v Pensylvánii. Mortonův hrob zůstal neoznačený až do října 1845, kdy jeho potomci postavili dnešní mramorový obelisk vysoký jedenáct stop.